# Philipp Meuser
Philipp Meuser (* 24. August 1969 in Hilden) ist ein deutscher Architekt, Verleger und Hochschullehrer.

## Leben
Philipp Meuser ist der Sohn von Hubert Meuser, Mitarbeiter und später Partner im Architekturbüro Walter von Lom. Er studierte von 1991 bis 1995 Architektur an der Technischen Universität Berlin. Er war Stipendiat der Konrad-Adenauer-Stiftung in der Journalistischen Nachwuchsförderung. Nach Praktika beim WDR in Köln und bei der Bauwelt  war er von 1995 bis 1996 freier Redakteur im Feuilleton der Neuen Zürcher Zeitung. Auch schrieb er Aufsätze für das Feuilleton der Frankfurter Rundschau, in denen er vorzugsweise über die Architektur entlegener Regionen berichtete. Er absolvierte ein berufsbegleitendes Nachdiplomstudium zu Geschichte und Theorie der Architektur an der Eidgenössischen Technischen Hochschule Zürich. Promotion mit einer Forschungsarbeit über den sowjetischen Wohnungsbau zwischen Stalin und Glasnost.
Von 1996 bis 2001 war Philipp Meuser Politikberater des Senators für Stadtentwicklung im Rahmen des Stadtforums Berlin. 2000 erfolgte die Berufung in den Bund Deutscher Architekten (BDA). Seit 2014 ist Meuser Mitglied im Deutschen Werkbund. Lehrtätigkeiten in Russland, Usbekistan und Kasachstan. Seit 2018 hat Meuser eine Ehrenprofessur an der O.M. Beketov National University of Urban Economy in Charkiw in der Ukraine.
Kuratorentätigkeit für die Stadt Köln (Rechtsrheinische Perspektiven, 2011) und das Deutsche Architekturmuseum (Architektur und Design für die sowjetische Raumfahrt, 2015). Forschungsauftrag des Auswärtigen Amts zum Thema Materielle Sicherheit von deutschen Auslandsvertretungen (2013). Forschungsschwerpunkt ist auch die sowjetische Raumfahrt
Gemeinsam mit seiner Ehefrau Natascha Meuser gründete er in Berlin das Büro „Meuser Architekten“, das sich auf die Planung und Projektsteuerung von sondergeschützten Bauten im In- und Ausland spezialisiert hat. Seit 2004 übernahm das Büro internationale Planungs- und Bauprojekte, insbesondere für Botschaften in Zentralasien, Osteuropa und Westafrika, seit 2012 mit Schwerpunkt auf Krisenregionen (u. a. Libyen, Mali und Jemen).
Ebenfalls gemeinsam mit Natascha Meuser gründete er 2005 den Architektur-Verlag DOM publishers. Dessen Spezialität sind Veröffentlichungen zur Architektur in Regionen, die nicht im Fokus der öffentlichen Diskussion stehen, insbesondere zur Baugeschichte auf dem Gebiet der ehemaligen Sowjetunion, oder der Architektur Afrikas und der muslimischen Welt. Für besondere Aufmerksamkeit sorgte der Architekturführer über Pjöngjang.

## Auszeichnungen
2017 bekam Philipp Meuser von Bundespräsident Frank-Walter Steinmeier das Bundesverdienstkreuz am Bande verliehen für den kulturellen und wissenschaftlichen Austausch mit den Nachfolgestaaten der Sowjetunion (ausgehändigt 2018).
Im Jahr 2020 wurde der Verlag DOM publishers als „herausragender Verlag“ mit einem Deutschen Verlagspreis ausgezeichnet und erhielt damit einen der drei jährlichen Spitzenpreise.

## Publikationen (Auswahl)
- Philipp Meuser: Schloßplatz 1. Vom Staatsratsgebäude zum Bundeskanzleramt. Berlin Edition im Quintessenz Verlag, Berlin 1999, ISBN  978-3-81480-077-6.
- Philipp Meuser: Vom Fliegerfeld zum Wiesenmeer. Geschichte und Zukunft des Flughafens Tempelhof. Berlin Edition im Quintessenz Verlag, Berlin 2000, ISBN 3-8148-0085-0.
- Philipp Meuser: Neue Gartenkunst in Berlin (New Garden Design in Berlin). Nicolai-Verlag, Berlin 2001, ISBN 3-87584-054-2.
- Rainer Haubrich / Hans Wolfgang Hoffmann / Philipp Meuser: Berlin – Der Architekturführer. Edon Ullstein List Verlag, München 2001, ISBN 3-88679-355-9.
- Philipp Meuser: Sehnsucht nach Europa. Urbane Skizzen aus Afrika, Amerika und Asien. Verlagshaus Braun, Berlin 2003. ISBN 978-3-93545-524-4.
- Philipp Meuser (mit Daniela Pogade): Signaletik und Piktogramme. Handbuch und Planungshilfe, DOM publishers, Berlin 2010, ISBN 978-3-86922-025-3.
- Natascha Meuser / Philipp Meuser: Meuser Architekten: Bauten und Projekte 1995 – 2010 / Buildings and Projects 1995 – 2010. DOM publishers, Berlin 2011, ISBN 978-3869221502.
- Philipp Meuser (Hg.): Architekturführer Pjöngjang. 2 Bände. DOM publishers, Berlin 2011, ISBN 978-3-86922-126-7. Englische Übersetzung: Architectural Guide Pyongyang. DOM publishers, Berlin 2012. ISBN 978-3-86922-187-8. Koreanische Übersetzung: 이제는 평양건축, DAMDI, Seoul 2012. ISBN 978-89-91111-90-5.
- Philipp Meuser (Hrsg.): Krankenhausbauten, Gesundheitsbauten. 2 Bände. DOM publishers, Berlin 2011, ISBN 978-3-86922-134-2.
- Philipp Meuser (Hg.): Barrierefreies Bauen. Handbuch und Planungshilfe. DOM publishers, Berlin 2012, ISBN 978-3869221694.
- Philipp Meuser (Hg.): Architektur für die russische Raumfahrt. Vom Konstruktivismus zur Kosmonautik. DOM Publishers, Berlin 2013, ISBN 978-3-86922-219-6.
- Philipp Meuser (Hrsg.): Architekturführer Kasachstan. DOM publishers, Berlin 2014, ISBN 978-3-86922-272-1.
- Philipp Meuser: Galina Balaschowa: Architektin des sowjetischen Raumfahrtprogramms. DOM publishers, Berlin 2014. ISBN 978-3-86922-345-2. Englische Übersetzung: Galina Balashova. Architekt of the Soviet Space Programme. DOM publishers, Berlin 2015, ISBN 978-3-86922-355-1. Russische Übersetzung: Галина Балашова. Архитектор советской космической программы. Berlin 2018, ISBN 978-3-86922-545-6.
- Philipp Meuser: Die Ästhetik der Platte. Wohnungsbau in der Sowjetunion zwischen Stalin und Glasnost. DOM publishers, Berlin 2015. ISBN 978-3-86922-399-5. Russische Übersetzung: Жилищное строительство в СССР 1955 – 1985. Архитектура хрущевского и брежневского времени. DOM publishers, Berlin 2021. ISBN 978-3-86922-699-6.
- Philipp Meuser: Architekturtheoretische Skizzen. Nachdenken über Konstruktion und Raum. Berlin: DOM publishers 2016. ISBN 978-3-86922-196-0.
- Philipp Meuser: Arztpraxen. Handbuch und Planungshilfe. DOM publishers, Berlin 2016. ISBN 978-3-86922-338-4.
- Philipp Meuser: Industrieller Wohnungsbau: Handbuch und Planungshilfe. DOM publishers, Berlin 2018. ISBN 978-386922-419-0. Englische Übersetzung: Prefabricated Housing. Construction and Design Manual. DOM publishers, Berlin 2019. ISBN 978-3-86922-021-5.
- Jörn Düwel/Philipp Meuser: Architektur und Diplomatie. Bauten und Projekte des Auswärtigen Amts. 1870 bis 2020. Berlin: DOM publishers 2020. ISBN 978-3-86922-517-3.
- Philipp Meuser/Adil Dalbai: Sub-Saharan Africa. Architectural Guide. DOM publishers, Berlin 2021. ISBN 978-3-86922-400-8 (7 Bde.).
- Philipp Meuser: Architektur in Afrika. Bautypen und Stadtformen südlich der Sahara. DOM publishers, Berlin 2021, ISBN 978-3-86922-835-8.